# 한서항공직업전문학교
한서항공직업전문학교(韓瑞航空職業專門學校, Hanseo Aviation Institute)는 서울특별시 성동구에 소재한 직업전문학교이다. 

## 연혁
- 1990년 1월: 한신항공학원 설립
- 1994년 3월: 서울시 교육청 직업위탁교육기관 지정 7월: 기능사필기면제훈련기관 지정(노동부)
- 1998년 9월: 한서대학교 한서항공교육원으로 명칭 변경
- 1999년 3월: 아시아나항공(주) 산학협약
- 2005년 6월: 한서항공직업전문학교로 개편
- 2006년 6월: 제주항공(주) 산학협약
- 2010년 10월: 회전익 항공정비사 과정 추가 지정
- 2017년 1월: 한서항공직업전문학교 신관 이전
- 2019년 4월: 성동구 꿈드림센터 관학협약
- 2020년 3월: 과정평가형 교육과정 실시

## 교육편제
다음은 2019년 기준 한서항공직업전문학교의 교육 과정 일람이다.
- 항공정비과